# パティ・ヤスタケ
パティ・ヤスタケ（Patti Yasutake、1953年9月6日 - 2024年8月5日）は、アメリカ合衆国カリフォルニア州生まれの日系人俳優である。姉に全米日系人博物館初代館長、米日カウンシル初代会長を歴任したアイリーン・ヒラノ・イノウエを持つ。

## 来歴
日系人女優としてハリウッドで活躍するヤスタケは、これまで数多くのテレビドラマや映画などに出演してきた。1984年にパトリシア・アヤメ・トムソンら共演の短編映画で女優デビュー。その後人気テレビシリーズの『パトカーアダム30』に出演して、翌年1986年にはロン・ハワード監督、マイケル・キートン、山村聡共演の日米経済摩擦をテーマにした『ガン・ホー』で映画デビューを果たす。同作品では、ゲディ・ワタナベ演じる日本からやって来たサラリーマンの妻役だった。映画からテレビドラマ化された際も同役で出演をしている。
その後も順調にキャリアを重ねて、『スタートレック』シリーズの医療部員アリサ・オガワ役でその名も知られるようになる。テレビドラマ版・映画版とも“ナース・オガワ”として出演をしておりその人気から同役のままアメリカ国内のいくつかのテレビ・コマーシャルに出演したこともある。1999年にはキルスティン・ダンストら出演のコメディ映画『わたしが美しくなった100の秘密』において松田聖子とも共演している。現在も女優として活躍を続けるが、ハワード・ファイン・アクターズ・スタジオという演劇学校において理事長も務めた。
2024年8月5日、稀なT細胞性リンパ腫によりカリフォルニア大学ロサンゼルス校付属サンタモニカメディカルセンターで死去。70歳没。

## 出演作品

### 映画
- Tales of Meeting and Parting (1984) ※短編映画
- ガン・ホー Gung Ho (1986)
- ウォッシュ The Wash (1988)
- 刑事ジョー/ ママにお手上げ Stop! Or My Mom Will Shoot (1992)
- もう子守歌はいらない Blind Spot  (1993) ※テレビ映画
- スタートレック ジェネレーションズ Star Trek: Generations (1994)
- スタートレック ファーストコンタクト Star Trek: First Contact (1996)
- わたしが美しくなった100の秘密 Drop Dead Gorgeous (1999)
- ザ・L.A. ライオット・ショー The L.A. Riot Spectacular (2005)

### テレビドラマ
- パトカーアダム30 T.J. Hooker (1985)
- 愉快な家族 Mr. Belvedere (1987, 1989)
- ハリウッド・ナイトメア Tales from the Crypt (1989)
- 新スタートレック Star Trek: The Next Generation (1990-1994)
- TVキャスター マーフィー・ブラウン Murphy Brown (1991)
- ER緊急救命室 ER (2003)
- 女検死医ジョーダン Crossing Jordan (2004)
- グレイズ・アナトミー 恋の解剖学 Grey's Anatomy (2005)
- BONES Bones (2005)
- ボストン・リーガル Boston Legal (2006)
- ザ・ユニット 米軍極秘部隊 The Unit (2006)
- コールドケース 迷宮事件簿 Cold Case (2007)
- クローザー The Closer (2008-2009)